# Ptitard et ses évolutions
« Tartard » redirige ici. Pour les articles homophones, voir Tartare et Tartar.
Ptitard (ニョロモ, Nyoromo, dans les versions originales en japonais) et ses évolutions, Têtarte (ニョロゾ, Nyorozo), Tartard (ニョロボン, Nyorobon) et Tarpaud (ニョロトノ, Nyorotono), sont quatre espèces de Pokémon.
Issus de la célèbre franchise de médias créée par Satoshi Tajiri, ils apparaissent dans une collection de jeux vidéo et de cartes, dans une série d'animation, plusieurs films, et d'autres produits dérivés, ils sont imaginés par l'équipe de Game Freak et dessinés par Ken Sugimori. Alors que Ptitard, Têtarte et Tartard font leur première apparition au Japon en 1996, dans les jeux vidéo Pokémon Vert et Pokémon Rouge et appartient donc à la première génération de Pokémon, Tarpaud n'a été créé qu'avec la deuxième comme l'évolution alternative à Tartard.  Ils sont tous les quatre du type eau, Tartard a également le type combat et occupent les 60e, 61e, 62e et 186e emplacements du Pokédex national, l'encyclopédie qui recense les différentes espèces de Pokémon.

## Création
La franchise Pokémon, développée par Game Freak pour Nintendo et introduite au Japon en 1996, tourne autour du concept de capture et d'entraînement de 150 espèces de créatures appelées Pokémon, afin de les utiliser pour combattre des Pokémon sauvages et ceux d'autres dresseurs Pokémon, qu'il s'agisse de personnages non-joueurs ou d'autres joueurs humains. La puissance des Pokémon au combat est déterminée par leurs statistiques d'attaque, de défense et de vitesse et ils peuvent apprendre de nouvelles capacités en accumulant des points d'expérience ou si leur dresseur leur donne certains objets.

### Conception graphique
La conception de Ptitard, Têtard et Tartard est le fait, comme pour la plupart des Pokémon, de l'équipe chargée du développement des personnages au sein du studio Game Freak. Leur apparence est finalisée par Ken Sugimori pour la première génération des jeux Pokémon, Pokémon Rouge et Pokémon Vert, sortis à l'extérieur du Japon sous les titres de Pokémon Rouge et Pokémon Bleu,. Tarpaud appartient à la seconde génération de Pokémon et apparait pour la première fois dans les versions or et argent.

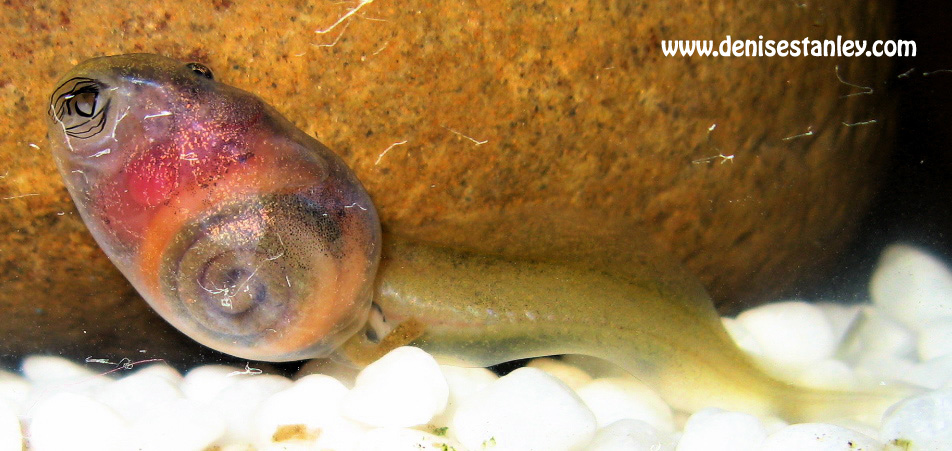
Ptitard est basé sur l'apparence du têtard, dont on peut voir ici les organes internes.

Lors d'un entretien, Satoshi Tajiri a expliqué que Ptitard était inspiré des têtards avec lesquels il jouait enfant et que les spirales sur son ventre viennent du fait que les organes des têtards sont visibles à travers leur peau transparente. La logique est la même pour les deux premières évolutions de Ptitard. En revanche, Tarpaud a l'apparence d'une grenouille.

### Étymologie
Ptitard, Têtard, Tartard et Tarpaud sont initialement nommés Nyoromo (ニョロモ), Nyorozo (ニョロゾ), Nyorobon (ニョロボン) et Nyorotono (ニョロトノ) en japonais. Ces noms sont ensuite adaptés dans trois langues lors de la parution des jeux en Occident : anglais, français et allemand ; le nom anglais est utilisé dans les autres traductions du jeu.
Nintendo choisit de donner aux espèces Pokémon des noms « astucieux et descriptifs », liés à l'apparence ou aux pouvoirs des créatures, lors de la traduction du jeu ; il s'agit d'un moyen de rendre les personnages plus compréhensibles pour les enfants, notamment américains. Nyoromo devient « Poliwag » en anglais, « Quapsel » en allemand et « Ptitard » en français ; Nyorozo s'appelle « Poliwhirl » en anglais, « Quaputzi » en allemand et « Têtarte » en français ; Nyorobon est renommé « Poliwrath » en anglais, « Quappo » en allemand et « Tartard » en français et Nyorotono est traduit « Politoed » en anglais, « Quaxo » en allemand et « Tarpaud » en français. Les noms anglais et français sont des mots-valises composés de « tadpole » (têtard en français) suivi, respectivement, de « wag » (remuer), de « whirl » (tourbillon) et de « wrath » (colère), pour les noms anglais, selon IGN pour les trois premiers. Et ils sont composés de « têtard » pour la totalité des espèces et de « petit » en préfixe, de « tarte » en suffixe, puis en préfixe, et de « crapaud », selon Pokébip.

## Description
Ces quatre Pokémon sont l'évolution les uns des autres : Ptitard évolue en Têtarte, puis soit en Tartard ou soit en Tarpaud. Dans les jeux vidéo, ces évolutions survient, respectivement, en atteignant le niveau 25, puis en exposant Têtarte à une pierre eau ou en l'échangeant lorsqu'il tient une roche royale. Dans la série, Tarpaud évolue uniquement en mettant la roche royale sur la tête.
Comme pratiquement tous les Pokémon, ils ne peuvent pas parler : lors de leurs apparitions dans les jeux vidéo tout comme dans la série d'animation, ils ne peuvent pas parler et ne sont seulement capables de communiquer verbalement en répétant les syllabes de leur nom d'espèce en utilisant différents accents, différentes tonalités, et en rajoutant du langage corporel.

### Ptitard
Ptitard est une petite créature ronde, ressemblant à un têtard surtout en raison de sa queue. Ce Pokémon a une couleur bleue, et a au centre de son ventre un rond blanc avec une spirale noire à l'intérieur. Sa queue ressemble à celle d'un têtard, elle est blanche avec un os recouvert de peau bleu passant au milieu pour soutenir les deux bords. Ses grands yeux noirs se situent légèrement plus haut que la normale ce qui lui donne un air béat. Il a aussi une bouche rose pulpeuse en forme de « o » qui est idéale pour lancer des attaques comme « écume ». Ce Pokémon se déplace en marchant sur ses deux pattes arrière puisqu'il n'a pas de bras, ce qui ne lui confère pas un excellent équilibre en raison de sa forme ronde, mais par ailleurs il est doté d'une fine muqueuse qui lui permet de glisser sur les surfaces relativement lisses.
Ptitard vit dans les lacs ou les étangs. Il peut nager à bonne vitesse car sa queue est une nageoire efficace mais par contre, il est beaucoup moins adroit sur terre car ses petites pattes n'offrent pas un très bon équilibre. Une fine muqueuse lui entoure le corps.

### Têtarte
Têtarte est une grande créature ronde, ressemblant à un gros têtard. Ce Pokémon a une couleur violette, et possède au centre de son ventre un cercle blanc avec une spirale noire à l'intérieur, lui servant d'arme puisqu'il peut la faire tourner pour utiliser l'attaque hypnose qui endort les Pokémon. Ses grands yeux noirs ressortent à moitié du reste de sa figure par deux bosses sur le haut de sa tête ce qui peut faire penser à un crapaud. Par rapport à sa précédente forme ce Pokémon n'a pas de bouche et l'on pourrait croire que la spirale qu'il a sur le ventre la remplace puisqu'elle est située juste en dessous de son nez. Ce Pokémon se déplace en marchant sur ses deux pattes arrière bien qu'il ait deux puissants bras. Ses bras font penser à un Pokémon combat bien qu'il n'en soit pas un puisqu'il a des poings serrés et recouvert de gants blancs. 
Quand la spirale sur le ventre de Têtarte commence à tourner, il ne faut surtout pas la regarder car sinon, on s'endort immédiatement. Personne ne sait dans quel sens elle tourne car tout le monde s'endort avant de l'avoir vue. Il est relativement à l'aise sur terre, mais son élément reste l'eau.

### Tartard
Tartard est un Pokémon de type eau et combat et est issu de la première génération. Il occupe la soixante-deuxième place du Pokédex. Il protège son dresseur quoi qu'il advienne et reste fidèle même si on l'abandonne. Il est bleu avec la classique spirale abdominale et on peut voir qu'il porte des gants mais se sont bien ses mains qui sont formées de cette façon.

### Tarpaud
Tarpaud est un Pokémon de type eau et est issu de la deuxième génération. Il occupe la cent-quatre-vingt-sixième place du Pokédex. Il est vert et la spirale qu'il avait avant son évolution a rétrécie et est devenue verte sur fond jaunes. Le bout de ses pattes est jaune et pour sa mâchoire inférieure aussi.

## Apparitions

### Dans les jeux vidéo
Ptitard, Têtarte, Tartard et Tarpaud apparaissent dans la série de jeux vidéo Pokémon. Ptitard, Têtarte et Tartard apparaissent pour la première fois dans Pokémon Rouge et Vert (Japon) et dans Pokémon Rouge et Bleu (en Europe et aux États-Unis). Tarpaud apparaît pour la première fois dans Pokémon Or et Argent. D'abord en japonais, puis traduits en plusieurs autres langues, ces jeux ont été vendus à plus de 200 millions d'exemplaires à travers le monde. Ptitard, Têtarte et Tartard font leur première apparition le 27 février 1996, dans les jeux japonais Pocket Monsters Aka (ポケットモンスター 赤, Poketto Monsutā Aka, Pocket Monsters Rouge) et Pocket Monsters Midori (ポケットモンスター 緑, Poketto Monsutā Midori, Pocket Monsters Vert) (remplacé dans les autres pays par la version Bleue). Depuis la première édition de ces jeux, Ptitard, Têtarte et Tartard sont réapparus dans les versions jaune, or, argent, cristal, rouge feu, diamant, perle et platine. Tarpaud fait sa première apparition le 21 novembre 1999, dans les jeux japonais Pocket Monsters Kin (ポケットモンスター 金, Poketto Monsutā Kin, Pocket Monsters Or) et Pocket Monsters Gin (ポケットモンスター 銀, Poketto Monsutā Gin, Pocket Monsters Argent). Mis à part à la première génération, où il n'était pas créé, il apparait dans les mêmes versions que son évolution.
Il est possible d'avoir un œuf de Ptitard en faisant se reproduire deux Pokémon dont au moins un Ptitard, un Têtarte, un Tartard ou un Tarpaud femelle. Cet œuf éclot après 5 120 pas, et un Ptitard de niveau 5 en sort. Ptitard, Têtarte, Tartard et Tarpaud appartiennent au groupe d'œuf eau 1 et ont en commun les capacités spéciales « Absorb Eau » et « Moiteur ». Tarpaud a également la capacité spéciale « Crachin » tandis que les autres espèces ont « Glissade ».

### Série télévisée et films
La série télévisée Pokémon ainsi que les films sont des aventures séparées de la plupart des autres versions de Pokémon et mettent en scène Sacha en tant que personnage principal. Sacha et ses compagnons voyagent à travers le monde Pokémon en combattant d'autres dresseurs Pokémon.
Ondine a un Ptitard qui évolue en Têtarte puis en Tarpaud.

## Réception
Têtarte apparaît sur la coque de la Nintendo 64 spéciale Pokémon, faisant partie de l'ensemble Pokémon Stadium Battle.